# Greatest Hits Volume Two (álbum de Reba McEntire)
Greatest Hits Volume Two é o segundo álbum de coletâneas de Reba McEntire lançado pela MCA Records. O álbum estreou em terceiro lugar na parada de álbuns country na semana de 16 de outubro de 1993 e alcançou o primeiro lugar em 22 de janeiro de 1994. Permaneceu no Top 10 por 12 semanas e saiu das paradas em 11 de janeiro de 1997, ocupando a posição 47.
Na Billboard 200, o álbum estreou na oitava posição também em 16 de outubro de 1993, subindo para o quinto lugar na semana seguinte. Durante a semana do Natal, as vendas aumentaram para mais de 183 mil cópias. Esse se tornaria o melhor desempenho de vendas em uma única semana da carreira de Reba até 14 anos depois, quando o álbum Reba: Duets foi lançado com 300 mil cópias vendidas na estreia. Greatest Hits Volume Two saiu da Billboard 200 em 6 de janeiro de 1996, na posição 184.

O álbum acabou se tornando o mais vendido da carreira de McEntire, sendo certificado cinco vezes platina pela RIAA. Estima-se que tenha vendido quase 11 milhões de cópias em todo o mundo.